# Departamento de Diourbel
Diourbel es uno de los 45 departamentos de Senegal. Forma parte de la región de Diourbel. Su capital es la ciudad homónima. Fue creado por decreto del 21 de febrero de 2002. En ese momento su población era de 213 717 habitantes.

## Distritos
Posee dos distritos y una comuna, la propia Diourbel.
- Distrito de Ndindy
- Distrito de Ndoulo